# Neomorphus pucheranii
Neomorphus pucheranii е вид птица от семейство Кукувицови (Cuculidae).

## Разпространение
Видът е разпространен в Бразилия, Еквадор, Колумбия и Перу.